# Yigoga glaucescens
Yigoga glaucescens là một loài bướm đêm trong họ Noctuidae.